# Neuburg (Siggelkow)
Neuburg è una frazione del comune tedesco di Siggelkow, nel Meclemburgo-Pomerania Anteriore.